# Коритненська сільська рада (Вижницький район)
Кори́тненська сільська́ ра́да — адміністративно-територіальна одиниця та орган місцевого самоврядування в Вижницькому районі Чернівецької області. Адміністративний центр — село Коритне.

## Загальні відомості
- Населення ради: 3 396 осіб (станом на 2001 рік)

## Населені пункти
Сільській раді були підпорядковані населені пункти:
- с. Коритне
- с. Бережонка

## Склад ради
Рада складалася з 20 депутатів та голови.
- Голова ради: Мінтенко Микола Вікторович
- Секретар ради: Радуляк Марія Георгіївна

### Керівний склад попередніх скликань
| Прізвище, ім'я, по батькові | Основні відомості                                                 | Дата обрання | Дата звільнення |
| --------------------------- | ----------------------------------------------------------------- | ------------ | --------------- |
| Мінтенко Микола Вікторович  | Сільський голова, 1967 року народження, освіта вища, безпартійний | 26.03.2006   | 31.10.2010      |
| Мінтенко Микола Вікторович  | Сільський голова, 1967 року народження, освіта вища, безпартійний | 31.10.2010   |                 |

Примітка: таблиця складена за даними сайту Верховної Ради України

### Депутати
За результатами місцевих виборів 2010 року депутатами ради стали:

#### За суб'єктами висування
| Суб'єкт висування                                       | Кількість обраних депутатів | %  |
| ------------------------------------------------------- | --------------------------- | -- |
| Самовисування                                           | 9                           | 45 |
| Політична партія Всеукраїнське об'єднання «Батьківщина» | 8                           | 40 |
| Політична партія «Сильна Україна»                       | 2                           | 10 |
| Українська Народна Партія                               | 1                           | 5  |

#### За округами
| № округу                                                | Прізвище, ім'я, по батькові     | Дата визнання обраним | Освіта             | Партійна приналежність                        | Відомості про обраного депутата                                                               |
| ------------------------------------------------------- | ------------------------------- | --------------------- | ------------------ | --------------------------------------------- | --------------------------------------------------------------------------------------------- |
| Політична партія Всеукраїнське об'єднання «Батьківщина» |                                 |                       |                    |                                               |                                                                                               |
| 1                                                       | Попадюк Світлана Степанівна     | 01.11.2010            | вища               | член Всеукраїнського об'єднання «Батьківщина» | Чернівецьке головне управління земельних ресурсів, головний спеціаліст                        |
| 2                                                       | Хованець Юрій Васильович        | 01.11.2010            | середня            | позапартійний                                 | тимчасово не працює                                                                           |
| 3                                                       | Хованець Василь Васильович      | 01.11.2010            | середня            | позапартійний                                 | тимчасово не працює                                                                           |
| 6                                                       | Попадюк Олександр Танасійович   | 01.11.2010            | середня            | член Всеукраїнського об'єднання «Батьківщина» | ЧФ ДН «Нафтогазмережі», слюсар                                                                |
| 14                                                      | Мінтенко Василина Василівна     | 01.11.2010            | середня спеціальна | член Всеукраїнського об'єднання «Батьківщина» | Вижницький територіальний центр соціального обслуговування, соціальний працівник              |
| 15                                                      | Головач Петро Іванович          | 01.11.2010            | середня спеціальна | позапартійний                                 | тимчасово не працює                                                                           |
| 16                                                      | Іванчук Марія Михайлівна        | 01.11.2010            | середня спеціальна | позапартійна                                  | ВАТ «Укртелеком», електромеханік-інженер                                                      |
| 20                                                      | Ковалюк Ярослав Петрович        | 01.11.2010            | середня спеціальна | позапартійний                                 | ДП «Берегометське ЛМГ», майстер лісу                                                          |
| Політична партія «Сильна Україна»                       |                                 |                       |                    |                                               |                                                                                               |
| 5                                                       | Калинчук Онуфрій Дмитрович      | 01.11.2010            | середня спеціальна | позапартійний                                 | Коритненська амбулаторія, водій                                                               |
| 7                                                       | Михайлюк Октавіан Климентійович | 01.11.2010            | середня спеціальна | позапартійний                                 | Коритненська загальноосвітня школа І-ІІІ ст., вчитель                                         |
| Українська Народна Партія                               |                                 |                       |                    |                                               |                                                                                               |
| 10                                                      | Стринадко Світлана Миколаївна   | 01.11.2010            | вища               | позапартійна                                  | Коритненська загальноосвітня школа І-ІІІ ст., заступник директора з навчально-виховуої роботи |
| Самовисування                                           |                                 |                       |                    |                                               |                                                                                               |
| 4                                                       | Тодорюк Танасій Михайлович      | 01.11.2010            | середня            | позапартійний                                 | приватний підприємець                                                                         |
| 8                                                       | Албота Інна Омелянівна          | 01.11.2010            | вища               | позапартійна                                  | Бережонська загальноосвітня школа І-ІІ ст., заступник директора з навчально-виховної роботи   |
| 9                                                       | Колотило Марія Георгіївна       | 01.11.2010            | середня спеціальна | позапартійна                                  | приватний підприємець                                                                         |
| 11                                                      | Колотило Георгій Степанович     | 01.11.2010            | середня            | позапартійний                                 | приватний підприємець                                                                         |
| 12                                                      | Гаврилюк Оксана Леонідівна      | 01.11.2010            | середня спеціальна | позапартійна                                  | Коритненський ДНЗ, завідувачка                                                                |
| 13                                                      | Головач Павло Ігнатович         | 01.11.2010            | середня            | позапартійний                                 | СТОВ «Світанок», електромонтер                                                                |
| 17                                                      | Олексійчук Іван Миколайович     | 01.11.2010            | середня спеціальна | позапартійний                                 | ДП «Берегометське ЛМГ», майстер лісу                                                          |
| 18                                                      | Бендас Ганна Тодосівна          | 01.11.2010            | середня спеціальна | позапартійна                                  | СТОВ «Світанок»                                                                               |
| 19                                                      | Радуляк Марія Георгіївна        | 01.11.2010            | вища               | позапартійна                                  | Коритненська сільська рада, секретар                                                          |

## Населення
Згідно з переписом УРСР 1989 року чисельність наявного населення сільської ради становила 3256 осіб, з яких 1522 чоловіки та 1734 жінки.
За переписом населення України 2001 року в сільській раді мешкало 3290 осіб.

### Мова
Розподіл населення за рідною мовою за даними перепису 2001 року:
| Мова       | Відсоток |
| ---------- | -------- |
| українська | 99,71 %  |
| російська  | 0,21 %   |
| румунська  | 0,06 %   |
| молдовська | 0,03 %   |